# Otto Aßmann
Otto Aßmann (* 25. Mai 1901 in Königsberg; † 14. August 1977 in Karl-Marx-Stadt) war von 1949 bis 1954 Oberbürgermeister von Zwickau und von 1956 bis 1958 Oberbürgermeister von Gera.

## Werdegang
Aßmann war das älteste von zehn Kindern eines Metallarbeiters und erlernte nach dem Abschluss der siebenklassigen Volksschule und einer Beschäftigung in der SPD-Druckerei den Beruf eines Drehers. Da seine Eltern in der SPD organisiert waren, kam Aßmann frühzeitig mit der Arbeiterbewegung in Kontakt; er trat 1915 der Arbeiterjugend, 1918 der USPD sowie 1922 der SPD bei. Im März 1933 wurde er für die SPD in die Gemeindevertretung von Königsberg gewählt.
1937 begann Aßmann nach längerer Arbeitslosigkeit eine Tätigkeit als Motorenschlosser im Werk Königsberg der Lufthansa. Im Zweiten Weltkrieg wurde er 1941 einem Front-Reparatur-Kommando als Motorenschlosser zugeteilt und erst im März 1945 zur Wehrmacht eingezogen. Im August 1945 kam er in sowjetische Kriegsgefangenschaft, aus der er bereits im Oktober 1945 wegen Krankheit entlassen wurde. Ab November 1945 ließ er sich daraufhin in Zwickau nieder. Er engagierte sich dort in der SPD, bis diese durch die Zwangsvereinigung von SPD und KPD 1946 in der SED aufging. Von Mai 1949 bis Juni 1950 war er 2. Kreissekretär der SED in Zwickau.
Im Juni 1949 und erneut im Dezember 1950 wählte ihn die Zwickauer Stadtverordnetenversammlung zum Oberbürgermeister. Wegen disziplinarischer Vergehen wurde er am 18. Februar 1954 von diesem Amt entbunden und daraufhin bis Oktober 1955 als Werkleiter im VEB Zwickauer Steinzeugwerk eingesetzt.
In Gera war Aßmann kurzzeitig stellvertretender Oberbürgermeister und wurde am 19. Dezember 1956 als Nachfolger Curt Böhmes zum Oberbürgermeister gewählt. Unter seiner Amtszeit wurden unter anderem die Technische Berufsschule der SDAG Wismut und das „Haus des Bergmanns“ in der heutigen Berliner Straße eröffnet. Am 29. Juni 1958 legte er den Grundstein für den Aufbau des „sozialistischen Stadtzentrums“ in Gera.
Aßmann übte das Amt des Geraer Oberbürgermeisters bis Ende 1958 aus, verzog dann 1959 nach Karl-Marx-Stadt und wurde dort Kaderleiter.